# Чубак жовтобокий
Чубак жовтобокий (Phainoptila melanoxantha) — вид горобцеподібних птахів родини чубакових (Ptiliogonatidae).

## Поширення
Вид поширений у гірських районах Коста-Рики та Панами.

## Опис
Птахи середнього розміру, 20,5-21,9 см завдовжки. Вага тіла 56-60 г. Чубчик на голові відсутній. Дзьоб короткий, вузький. Тіло міцне, крила короткі. Хвіст довгий, прямокутний.
У самців голова, горло, спина, крила і хвіст чорні; груди та надхвістя оливкові, черево, боки та нижня частина спини золотисто-жовті. У самиць верх голови чорний. Нижня частина голови та горло сірі. Груди, спина, крила і хвіст оливкові (темнішого кольору на крилах, з коричневими маховими). Боки жовті, черево сірувато-білого кольору.

## Спосіб життя
Мешкає у гірських дощових лісах. Живиться фруктами і ягодами, зрідка комахами. Може декілька днів триматися на одному кормовому дереві.

## Розмноження
Це моногамні птахи. Сезон розмноження триває з квітня по червень. Гніздо будують серед гілок дерев і чагарників. Будівництвом гнізда та піклуванням про потомство займаються обидва батьки. У гнізді 1-3 яйця білого кольору з коричневими цятками. Насиджує самиця.